# Lista över offentlig konst i Timrå kommun
Lista över offentlig konst i Timrå kommun är en ofullständig förteckning över utomhusplacerade skulpturer och annan offentlig konst i Timrå kommun.

## Timrå (Fagervik, Sörberge och Vivsta)
| Titel                                 | Konstnär(er)                 | Årtal                                        | Beskrivning | Typ - material        | Plats Koordinater                                                          | Bild              |
| ------------------------------------- | ---------------------------- | -------------------------------------------- | --- | --------------------- | -------------------------------------------------------------------------- | ----------------- |
| Hjalmar Branting                      | Okänd                        |                                              | Porträttbyst av Hjalmar Branting | byst - brons          | Bergeforsparken, Sörberge 62.51718, 17.38386                               | Hjalmar Branting  |
| Hockeyhistoria Även känd som: Skruven | Willard Lundstedt            | skapad 1997 (uppsatt 2012 i Hockeyrondellen) | Massaskruv i järn och hockeyklubbor, populärt kallad "Skruven". | skulptur              | Hockeyrondellen, Vivsta 62.49811, 17.3339                                  | Hockeyhistoria    |
| Högbanekrysset                        | Anita Forsell Gustaf Forsell | 2012                                         | | trä                   | Fagerstranden, Fagervik koordinater saknas                                 |                   |
| Indalsälven                           | Okänd                        |                                              | Indalsälven stiliserad i form av en fontän. | fontän                | Kommunhuset, Köpmangatan 14, Vivsta 62.48365, 17.32232                     |                   |
| Kungsörn                              | Okänd                        | 1990?                                        | | brons                 | Brf Örnen, Kungsvägen 123, Vivsta 62.48717, 17.31818                       | Kungsörn          |
| Per Albin Hansson                     | Okänd                        |                                              | Porträttbyst av Per Albin Hansson. | byst - brons          | Bergeforsparken, Sörberge 62.51691, 17.38419                               | Per Albin Hansson |
| Smålandsflickorna                     | Thorwald Alef                | 1959                                         | | brons                 | Brf Tallbacken, Köpmangatan 53, Vivsta 62.48983, 17.32913                  | Smålandsflickorna |
| Spapshjälmen                          | Anders Åberg                 | 1996                                         | SPAPS-hjälm i järn |                       | Entrén till NHC Arena, Sörberge 62.5058, 17.35023                          | Spapshjälmen      |
| Tre björkar"                          | Gisela Haupt                 | 2001                                         | | fasadskulptur - tegel | Björkgatan 2, Sörberge 62.51182, 17.37434                                  | Tre björkar"      |
| Interferens                           | Henrik Muskos                | 2001                                         | | fasadskulptur - tegel | Björkgatan 14, Sörberge 62.51207, 17.37184                                 | Interferens       |
| Två tallar                            | Okänd                        | 1973                                         | | fasadskulptur - tegel | Köpmangatan 37, Vivsta 62.48772, 17.32595                                  |                   |
| Vid Älven                             | Björn Gimstedt               | 2010                                         | Två svartmålade ihoplänkade ramar monterade på en sockel av betong. Övre ramen, med tre stiliserade vågor, kröns av en skog av 7 träd. I den nedre ramen ser man en lax som hoppar i älven. | skulptur - metall     | Timrå Biblioteket, Vivsta 62.48972, 17.32617                               | Fler bilder       |
| Vågor                                 | Okänd                        |                                              | | fasadskulptur - tegel | Björkgatan 14, Sörberge 62.51208, 17.37189                                 |                   |
| Okänd titel                           | Ingrid Atterberg             |                                              | | fasadkonst            | Vivstavägen 17 (Timrå Sim- och friskvårdscenter, Vivsta 62.48218, 17.31998 |                   |

## Söråker
| Titel       | Konstnär(er)  | Årtal | Beskrivning                   | Typ - material       | Plats Koordinater                       | Bild        |
| ----------- | ------------- | ----- | ----------------------------- | -------------------- | --------------------------------------- | ----------- |
| Sittplankan | Nina Svensson | 2010  | planka i brons på två socklar | sittskulptur - brons | Söråkers Folkets Hus koordinater saknas | Sittplankan |

## Timrå kommun i övrigt
| Titel           | Konstnär(er)    | Årtal | Beskrivning                                            | Typ - material         | Stadsdel/ort | Plats Koordinater                                                         | Bild            |
| --------------- | --------------- | ----- | ------------------------------------------------------ | ---------------------- | ------------ | ------------------------------------------------------------------------- | --------------- |
| Y:et            | Bengt Lindström | 1995  | Länsbokstaven Y i kolossalformat utförd i sprutbetong. | skulptur - sprutbetong |              | E4 trafikplats Midlanda intill Sundsvall Timrå Airport koordinater saknas | Y:et            |
| Flottarmonument | Okänd           |       |                                                        |                        |              | Klippa vid Nylandsforsen i Ljustorpsån koordinater saknas                 | Flottarmonument |